# Ga Daejeonjochajang
Ga Daejeonjochajang là một ga đường sắt thuộc tuyến Gyeongbu và tuyến Honam ở Hàn Quốc.